# Ugo l'Abate
Ugo dei Guelfi detto Ugo l'Abate (830 circa – Orléans, 12 maggio 886) è stato un arcivescovo franco.
Fu marchese di Neustria, conte d'Angiò, di Auxerre, di Nevers e di Tours, dall'866. Fu arcivescovo di Colonia, dall'864 all'866, abate di molte abbazie e inoltre arcicappellano di corte.

## Origine
Figlio terzogenito del conte di Parigi, conte di Auxerre e primo conte di Borgogna Transgiurana Corrado I (ca. 800- 862/6) della dinastia dei vecchi Guelfi, che aveva feudi in Alemagna, e di Adelaide d'Alsazia, figlia secondogenita del conte di Tours, Ugo e della moglie Ava o Bava.

## Biografia
Ugo, che durante la fanciullezza aveva vissuto alla corte della sua zia, l'imperatrice, Giuditta, nella giovinezza si votò alla vita religiosa, divenne chierico ed in seguito, inviato, nell'853, come missus ad Auxerre, in quello stesso anno, divenne abate di Saint-Germain d'Auxerre, fondata da suo padre, Corrado.
In quel periodo, suo padre Corrado ricevette dal nipote, il re dei Franchi occidentali, Carlo il Calvo la contea di Auxerre e divenne il signore della Borgogna Transgiurana, e, anche per questo, Ugo continuò a collaborare con il re dei Franchi occidentali, Carlo il Calvo, servendolo lealmente e fedelmente, ed infatti, nell'858, diede aiuto Carlo il Calvo a fuggire in Borgogna, dopo che quest'ultimo era stato abbandonato dalla nobiltà neustriana, guidata da Roberto il Forte e sconfitto dal fratellastro, Ludovico II il Germanico. E, anche dopo la morte di Carlo il Calvo, fu sempre un sostenitore dell'autorità dei Carolingi.
Nell'859, secondo gli Annales Bertiniani, Roberto il Forte si era alleato col re effettivo d'Aquitania, Pipino II, ed il re di Bretagna, Salomone di Bretagna, e si era ribellato a Carlo il Calvo, poi, nell'860, dopo che era stato raggiunto un accordo, Carlo il Calvo aveva concesso il perdono a tutti coloro che si erano ribellati, e Roberto il Forte, per le sue vittorie sui Vichinghi, era tornato nelle grazie di Carlo il Calvo. Così Ugo l'abate, tra l'861 e l'862, ed il fratello, Corrado, lasciarono la Neustria per passare al servizio dell'imperatore Ludovico II, anche re d'Italia, che, dopo essere diventato anche re di Provenza, nell'863, concesse a Corrado le tre diocesi trangiurane di Ginevra, Losanna e Sion, mentre a Ugo, nell'864, affidò l'arcidiocesi di Colonia, sino all'866.
Secondo gli Annales Xantenses, Ugo a Colonia si era comportato da avido sfruttatore.
Dopo la morte di suo padre (862/6), sua madre aveva sposato il suo più fiero avversario, il marchese di Neustria contro i Bretoni, Roberto il Forte.
E quando Roberto fu ucciso, il 15 settembre 866, nella battaglia di Brissarthe, contro i Vichinghi, Ugo, oltre ad essere riconfermato nelle sue diverse abbazie, tra cui quella di San Martino di Tours, rientrato nei possedimenti di Carlo il Calvo, da quest'ultimo ricevette i titoli di Roberto: marchese di Neustria (includeva il titolo di conte d'Orléans), conte d'Angiò, di Auxerre, di Nevers e di Tours, e nel contempo, divenne reggente dei figli di Roberto, Oddone e Roberto, che avevano ereditato soltanto la piccola regione della Beauce e la Turenna. Da quel momento Ugo divenne il più strenuo difensore dei figli di Roberto il Forte, che in vita gli era stato sempre avverso.
Ugo divenne arcicappellano di corte, come ci è confermato dall'Ex Chronico Senonensi, probabilmente già con Carlo il Calvo e poi lo fu anche con suo figlio, Ludovico il Balbo e poi coi figli di quest'ultimo, Luigi il Giovane e Carlomanno, che continuò a servire lealmente, sia battendosi energicamente contro i Vikinghi, che. cercando di unire i vari sovrani Carolingi contro i vari nemici.
Il 15 ottobre 879, il conte Bosone I di Provenza, cognato di Carlo il Calvo e genero dell'imperatore, Ludovico II, era stato eletto re di Provenza. Era la prima volta che un non Carolingio veniva eletto re e Ugo si batté affinché i re Carolingi si unissero per combattere l'usurpatore.
Infine, dopo aver ricevuto l'ultima abbazia (Sainte-Colombe de Sens), nell'884, dopo la morte di Carlomanno, fu tra coloro che appoggiarono l'elezione a re dei Franchi, di Carlo il Grosso, l'ultimo imperatore a riunire sotto di sé tutti i domini che erano stati di Carlo Magno.
Il cronista Reginone riporta la morte di Ugo, nell'887, ma secondo altre fonti, come i cartolari della cattedrale d'Angers e la storia di Auxerre, Ugo morì il 12 maggio 886, durante l'assedio di Parigi, dell'885-886, da parte dei Vikinghi e non poté dare il suo contributo alla difesa e alla liberazione della città.
Ugo fu tumulato ad Auxerre, nell'abbazia di Saint-Germain d'Auxerre.
Dopo la sua morte, dato che Ugo era morto senza eredi, l'imperatore, Carlo il Grosso, garantì i titoli di marchese di Neustria, conte d'Angiò, di Auxerre e di Nevers, che erano stati di Roberto il Forte, a suo figlio, il primogenito di Adelaide d'Alsazia (o di Emma dei Guelfi), il conte di Parigi, Oddone, che ereditò anche l'abbaziato di San Martino di Tours, divenendone l'abate laico.

## Discendenza
Di Ugo non si conosce alcuna discendenza.

## Ascendenza
|                       |                         |                       | Genitori            |  |  | Nonni |  |  | Bisnonni |  |  | Trisnonni |  |
|                       |                         |                       |                     |  |  |       |  |  | Ruthard  |  |  | …         |  |
|                       |                         |                       |                     |  |  |       |  |  | Ruthard  |  |  | …         |  |
|                       |                         | …                     |                     |  |  |       |  |  | Ruthard  |  |  |           |  |
| Guelfo I              |                         |                       |                     |  |  |       |  |  | Ruthard  |  |  |           |  |
|                       |                         | …                     | …                   |  |  |       |  |  |          |  |  |           |  |
|                       |                         | …                     | …                   |  |  |       |  |  |          |  |  |           |  |
|                       |                         | …                     | …                   |  |  |       |  |  |          |  |  |           |  |
| Corrado I di Borgogna |                         | …                     |                     |  |  |       |  |  |          |  |  |           |  |
|                       |                         | Isanbard              | Guerino di Turgovia |  |  |       |  |  |          |  |  |           |  |
|                       |                         | Isanbard              | Guerino di Turgovia |  |  |       |  |  |          |  |  |           |  |
|                       |                         | Isanbard              | Adelinde            |  |  |       |  |  |          |  |  |           |  |
| Edvige di Baviera     |                         | Isanbard              |                     |  |  |       |  |  |          |  |  |           |  |
|                       |                         | Thiedrada             | …                   |  |  |       |  |  |          |  |  |           |  |
|                       |                         | Thiedrada             | …                   |  |  |       |  |  |          |  |  |           |  |
|                       |                         | Thiedrada             | …                   |  |  |       |  |  |          |  |  |           |  |
| Ugo l'Abate           |                         | Thiedrada             |                     |  |  |       |  |  |          |  |  |           |  |
|                       | Liutfrido II di Sundgau | Liutfrido I d'Alsazia |                     |  |  |       |  |  |          |  |  |           |  |
|                       | Liutfrido II di Sundgau | Liutfrido I d'Alsazia |                     |  |  |       |  |  |          |  |  |           |  |
|                       | Liutfrido II di Sundgau | Iltrude di Wormsgau   |                     |  |  |       |  |  |          |  |  |           |  |
| Ugo di Tours          | Liutfrido II di Sundgau |                       |                     |  |  |       |  |  |          |  |  |           |  |
|                       |                         | Bava d'Alsazia        | …                   |  |  |       |  |  |          |  |  |           |  |
|                       |                         | Bava d'Alsazia        | …                   |  |  |       |  |  |          |  |  |           |  |
|                       |                         | Bava d'Alsazia        | …                   |  |  |       |  |  |          |  |  |           |  |
| Adelaide d'Alsazia    |                         | Bava d'Alsazia        |                     |  |  |       |  |  |          |  |  |           |  |
|                       |                         | …                     | …                   |  |  |       |  |  |          |  |  |           |  |
|                       |                         | …                     | …                   |  |  |       |  |  |          |  |  |           |  |
|                       |                         | …                     | …                   |  |  |       |  |  |          |  |  |           |  |
| Ava/Bava              |                         | …                     |                     |  |  |       |  |  |          |  |  |           |  |
|                       |                         | …                     | …                   |  |  |       |  |  |          |  |  |           |  |
|                       |                         | …                     | …                   |  |  |       |  |  |          |  |  |           |  |
|                       |                         | …                     | …                   |  |  |       |  |  |          |  |  |           |  |
|                       |                         | …                     |                     |  |  |       |  |  |          |  |  |           |  |

### Fonti primarie
- (LA)  Annales Bertiniani.
- (LA)  Monumenta Germaniae Historica, Scriptores, tomus XIII.
- (LA)  Monumenta Germanica historica, Scriptores, tomus II.
- (LA)  Rerum Gallicarum et Francicarum Scriptores, tomus IX.
- (LA)  Monumenta Germanica historica, Scriptores, tomus I.

### Letteratura storiografica
- René Poupardin, I regni carolingi (840-918), in Storia del mondo medievale, vol. II, 1999, pp. 583–635
- Allen Mayer, I vichinghi, in Storia del mondo medievale, vol. II, 1999, pp. 734–769
- Louis Halphen, Il regno di Borgogna, in Storia del mondo medievale, vol. II, 1999, pp. 807–821